# 哥谭镇 (电视剧)
《萬惡高譚市》（英語：Gotham）是一部美國犯罪戲劇電視劇，由布魯諾·海勒開發，取材自DC漫畫經典超級英雄作品《蝙蝠俠》，並於2014年9月22日在福斯广播公司開播。由班·麥肯錫飾演青年時期的詹姆斯·高登作為主要演員，還包括大衛·馬祖飾演少年時期的布魯斯·韋恩。海勒作為執行製片人之一，包括約翰·史蒂芬斯和執導首播集的丹尼·卡農。
電視劇將會聚焦漫畫中對蝙蝠俠有着巨大影響的警察詹姆斯·高登成為警察局長之前的經歷，劇中人物除了少年時期的布鲁斯·韋恩以外，同時也包括著各種少年時期或是年輕時代的反派之起源故事，目前出現在劇中的有企鵝人、謎語人、貓女、維克多·薩斯、小丑、毒藤女、稻草人、雙面人、急凍人、雨果·史特蘭奇、瘋帽客、忍者大師、所羅門·格蘭迪、班恩等等。而布魯諾·海勒表示，這部劇除了人物發展以外，故事重點都會焦距這座主要發生地高譚市。
萬惡高譚市在2014年9月24日首映於福斯廣播公司，總共播出五季。2017年5月10日，福斯廣播公司宣佈續訂第四季，將在2017年9月21日播出。2018年5月14日，福斯續訂第五季，為本劇的最終季。根據最新消息，該劇的原來播出時段要轉播體育賽事，因此第五季回歸時間不會在2018年秋季，而是在2019年1月3日回歸，續訂集數從原計劃的10集擴張至12集。於2019年4月25日時播出劇終集，讓劇集以滿100集的方式做結尾。

## 各季劇情
| 季數 | 集数 | 集数 | 首播日期      | 首播日期      |
| 季數 | 集数 | 集数 | 首映          | 季终          |
| ---- | ---- | ---- | ------------- | ------------- |
| 1    | 22   | 22   | 2014年9月22日 | 2015年5月4日  |
| 2    | 22   | 22   | 2015年9月21日 | 2016年5月23日 |
| 3    | 22   | 22   | 2016年9月19日 | 2017年6月5日  |
| 4    | 22   | 22   | 2017年9月21日 | 2018年5月17日 |
| 5    | 12   | 12   | 2019年1月3日  | 2019年4月25日 |

### 第一季
烏雲籠罩的罪惡都市「高譚市」，上有貪腐污吏、下有黑幫橫行，犯罪率上升到史無前例的級別。各個有錢、有權、有勢者開始趁火打劫般的將城市拿捏到股掌中，只有單單小部分的正義人士才敢站出來與他們對抗。從軍退伍的新進警員詹姆斯·高登成為僅有的一名勇敢站出來與惡勢力對抗的警察，但由於是剛接觸城市不久，直到最後才發現是自己的理想過於簡單，而自己猶如一隻反抗鯨魚的「小蝦米」。高譚市的犯罪網猶如一個錯綜複雜的迷宮，除了一群經營黑幫家族生意的老闆以外、還有一大群身份不明的有權有勢者，正在暗地裡操控著這座城市。期間，為了保持現狀的韋恩夫婦慘遭殺害，使得高登開始執著般地追查真相，但黑幫家族之間的內戰也因為這對夫婦的死而慢慢浮出水面......

### 第二季
黑幫時代告終後，一對背景神秘的西奧和塔比莎·蓋勒文兄妹蒞臨高譚，很快就在城市中奪下崇高地位，卻是策劃城市各個血腥案件的始作俑者。當高登開始私自調查蓋勒文家族的背景時，發現他們兄妹倆其實出生於一個跟韋恩家族烙下仇恨的世家，在企圖阻止他們時卻不僅遭到他的新上司制止，而蓋勒文也靠「賊喊捉賊」的方式奪下市長階級。由於別無他法，高登只能打破界限去和惡勢力合作，而當他經歷人生第一次痛下殺手後，開始陷在罪惡感與恐懼之中。不為人知的是，關押精神罪犯的阿卡漢精神病院地下，有一個韋恩企業旗下的秘密科學實驗室，由瘋狂科學家雨果·史特蘭奇掌控，進行一個又一個瘋狂科學項目。布魯斯距離找到殺害他父母的兇手更進一步時，發現除了兇手本人以外，還有一個更強大的「第三方」在幕後主導著一切。

### 第三季
自從由雨果·史特蘭奇靠非法實驗復活的多數實驗對象逃脫後，城市在半年期間上演多個瘋狂事件。高登如今拋棄警察職務，開始在各處搜捕怪物來討生活，認為以此可以彌補心中的傷痕。奧斯瓦德找準時機奪下市長職位，受部分無政府市民愛戴同時也得到部分人的不滿。一個神秘恐怖的催眠師傑維斯·泰奇為尋找失散多時的妹妹而蒞臨城市，並因為後來產生的恩怨而和高登成為死對頭，他瞄準高登心中對愛人的愧疚作為武器，屢次將高登逼入絕境。一個由無政府分子組成的邪教組織通過跟雨果相同的技術，復活轟動一時的瘋「笑」罪犯傑洛姆·沃洛斯卡，使城市的安危再一次受到威脅。所有人在對抗彼此的同時，一個掌控城市長達數世紀的神秘團體，已經受令準備好對城市進行“淨化”以清除罪惡根源。而在幕後指揮著團體的「神秘主上」，也開始將魔爪慢慢伸向布魯斯·韋恩。

### 第四季
貓頭鷹法庭時代覆滅後，高譚市進入由企鵝人掌控的「企鵝治世時期」，發佈“執照體系”來准許罪犯能在警察無干涉的情況下犯罪。所有警察包括布洛克都決定妥協企鵝人的勢力，唯一和惡勢力對抗的高登再次體驗到剛開始時的孤單，走投無路下去求昔日城市黑幫大佬卡麥·法爾康尼幫忙。由於法爾康尼已年邁體虛，他身邊的女兒蘇菲亞決定繼承父親衣缽，回到家鄉高譚為家族重振旗鼓。她在秘密接近企鵝人的同時，也在慢慢搭建屬於她自己的黑幫帝國，而她和亦敵亦友的高登也慢慢成為搭檔兼秘密戀人關係；直到最後高登才發現她其實有私人目的。布魯斯如今當起城市街道中的黑暗義警，懲奸鬥惡途中也在預備法庭的真正幕後主使「忍者大師」之歸來；但他卻不知道，忍者大師早已躲在高譚市的暗處主導一切，甚至還在黑暗裡窺視著他的一切行動。

### 第五季
當高譚市陷入完全無政府狀態、並與外面世界隔絕時，就連政府都一致決定不對高譚市進行援助，只有高登、布魯斯與少數自願留下的警察等英雄們試圖奪回城市控制權。而企鵝人、謎語人、芭芭拉以及造就這一局面的傑瑞麥·瓦勒斯卡等城市暴徒，各自佔據城市不同的區域以求一舉奪權。為了證明高譚市在這種混亂時期仍然存有「希望」，高登和他身邊的忠誠者開始不惜血本守護他們的領地、保護受難的市民，過程中充滿艱辛苦難，所做的貢獻一度受挫，但堅決不會為敵人做出妥協。城市內部受罪犯肆虐過程中，就連城市外面的新敵人都開始慢慢將魔爪伸向高譚。兵臨城下之餘，高譚市的正邪兩派只好拋棄恩怨、聯手對抗外來敵人，展開一場決定高譚存亡的最終決戰。

## 角色
- 班·麥肯錫 飾演 詹姆斯·高登（James Gordon）

高譚市警察局的警探，為人正直、機智、嫉惡如仇，不達到目的決不罷休，在接手韋恩夫婦謀殺案的同時，也開始打擊城市的腐敗犯罪。
- 多納爾·羅格 飾演 哈維·布洛克（Harvey Bullock）

高登最為信任的搭檔，手段強硬、作風卻略為輕浮的資深警探，雖然在外跟黑道有往來，但為人卻十分仗義，面對困難決不退縮。
- 大衛·馬祖 飾演 布魯斯·韋恩（Bruce Wayne）

已故韋恩夫婦的獨子，年僅十歲就目睹了父母被雙雙槍殺，得到戈登的安慰後開始靠自己所能來尋找真相，久而久之也開始從嬌生慣養變得十分精明能幹。
- 西恩·帕特維 飾演 阿福·潘尼沃斯（Alfred Pennyworth）

韋恩家族忠心耿耿的管家，布魯斯的現任監護人，同時也是一位深藏不露的退伍軍人，曾經在英國空勤特種部隊服過兵役。
- 羅賓·羅德·泰勒 飾演 奧斯華·科波特／企鵝人（Oswald Cobblepot / The Penguin）

一位走路瘸腿、能说会道的黑幫老大，剛開始是一個游走黑白兩道之間的告密者，貪生怕死卻足智多謀，利用聰明才智掌控城市犯罪網。
- 艾琳·理查茲（英语：Erin Richards） 飾演 芭芭拉·基恩（Barbara Kean）

社交名媛，高登的前未婚妻，到現在都深愛著戈登，為一個美麗動人、內心黑暗的雙性戀者。
- 柯利·麥克·史密斯 飾演 愛德華·尼格瑪／謎語人（Edward Nygma / Riddler）

警察局的鑑識組長，頭腦卓越，熱愛猜謎語，由於性格怪異而人緣不好，每次出現都會時不時搬出一個謎語。
- 卡麥蓉·畢坎多瓦 飾演 瑟琳娜·凱爾（Selina Kyle）

一個游走在城市街頭的小偷，年紀輕輕卻有高超的偷盜手法，能一瞬間就偷走目標的財物，曾經親眼目睹韋恩夫婦的謀殺案。
- 潔達·蘋姬·史密斯 飾演 費雪·穆妮（Fish Mooney）

一位趾高氣昂、兇狠殘暴的黑幫大姐頭，隸屬法爾科黑幫家族，經營一家地下俱樂部，迷人又殘暴的魅力吸引了不少忠誠支持者。
- 約翰·多曼（英语：John Doman） 飾演 卡麥·法爾康尼（Carmine Falcone）

高譚市勢力最大的黑幫家族領袖，無論是勢力、財力、以及權利都高人一等，讓城市上上下下的人畏懼三分。
- 查布萊娜·格瓦拉（英语：Zabryna Guevara） 飾演 莎拉·埃森（英语：Sarah Essen Gordon）

高譚市警局兇殺組組長，高登與布洛克的上司，因為有家室而被迫跟隨惡勢力的規矩，但在高登的勸導下開始走向正義，
- 莫蓮娜·芭卡琳 飾演 萊絲莉·湯普金斯（英语：Leslie Thompkins）

資深外科女醫師，與高登在阿卡漢精神病院相識，一次被他救出後成為他的戀人，並調任到警察局的法醫工作。角色在第一季加盟為常設演員，從第二季開始升為主演。
- 德鲁·鮑威爾（英语：Drew Powell） 飾演 布奇·吉爾茲（Butch Gilzean）

一個身材壯碩的黑幫管家，曾經是穆妮身旁忠心耿耿的手下，之後便開始為企鵝人賣命。角色在第一季加盟為常設演員，從第二季開始升為主演。
- 尼古拉斯·達格斯托 飾演 哈維·丹特（Harvey Dent）

高譚市少數正義的檢察官，英俊瀟灑、充满自信，凡事喜歡用拋硬幣來決定結果；頂多是靠兩頭硬幣來創造運氣。角色在第一季加盟為常設演員，從第二季開始升為主演。
- 克里斯·查克（英语：Chris Chalk） 飾演 盧修斯·福克斯（Lucius Fox）

韋恩集團的一名初級主管，隸屬應用科技部門，韋恩夫婦的多年好友，之後成為了布魯斯的重要盟友之一。角色在第一季加盟為常設演員，從第二季開始升為主演。
- 詹姆斯·佛林 飾演 西奧·蓋勒文／死亡天使（Theo Galavan / Azrael）

一個理直氣壯、笑裡藏刀的億萬富翁，著名慈善家與工商主席，在高譚市中樹立英雄形象，其實是一個席捲權勢、自私貪婪的獨裁者。角色在第二季中加盟為主演。
- 潔西卡·盧卡斯 飾演 塔比莎·蓋勒文／虎女（英语：Tigress (DC Comics)）

蓋勒文的妹妹，身材火辣、內心殘暴，善用皮鞭和狙擊槍，幫希歐處理所有髒活，最後選擇離開他而成為城市犯罪網的一份子。角色在第二季加盟為主演。
- 麥克·切克里斯 飾演 奈森尼爾·巴恩斯／劊子手（Nathaniel Barnes）

高譚市警察局的新任警监，崇尚法律與秩序，仇視惡勢力比戈登更甚，是一個打擊犯罪而不顧一切的狂人。角色在第二季加盟為主演。
- 瑪姬·格哈（英语：Maggie Geha） 飾演 艾薇·派普／毒藤女（Ivy Pepper）

一個熱愛植物的女孩，街頭孤兒之一。第一、二季由克萊兒·福利扮演幼年時期，第三季開始升為主演，因為一場意外導致年齡猛增為一名成年女性，並改由瑪姬·格哈飾演成年時期。
- 班奈狄克·塞繆爾（英语：Benedict Samuel） 飾演 傑維斯·泰奇／瘋帽客（Jervis Tetch）

一個極有天賦、卻瘋狂透頂的催眠魔術師，來到高譚市尋找自己失散多年的妹妹愛麗絲，和戈登結下梁子後成為死敵。角色在第三季中加盟為主演。
- 亞歴山大·希迪格 飾演 忍者大師（Ra's al Ghul）

一位率領黑衣忍者組織「影武者聯盟」的神秘武術家，又名「惡魔之首」，看不慣高譚市的罪惡猖獗，因此決定靠淨化方式來讓城市絕跡重生。角色於第三季季終集客串加盟，第四季升為主演。
- 克莉絲朵·瑞德（英语：Crystal Reed） 飾演 蘇菲亞·法爾康尼（英语：Sofia Falcone）

卡麥·法爾康尼的女兒，一位堅強、聰慧、善於精算的女孩，在南部經營家族生意長達十年，如今回到高譚來協助高登打敗並推翻奧斯瓦德。角色於第四季加盟為主演。

## 開發

### 製作
2013年9月24日，福斯廣播公司获得《高譚》的開發權，并直接预订该剧，2014年1月7日确认试播集将由Danny Cannon执导。在电视评论协会2014冬季媒体见面会上福斯广播公司表示该剧除了蝙蝠俠布魯斯·韋恩外，年輕時代的企鹅人（Penguin）、謎語大師（Riddler）、猫女（Catwoman）、小丑（Joker）、急凍人（Mr. Freeze）、以及雨果·史特蘭奇（Hugo Strange）也将登场，将讲述他们是如何成为他们以后那样的人。2014年5月5日福斯广播公司正式预定该剧，并给予不少于13集的承诺。5月12日公布将于2014年秋季每週一 20：00 播出，同日表示将集数定位16集，根据表现有可能增加到22集。

### 選角
2014年2月8日，Fox确认班·麥肯錫將在本劇中飾演主角詹姆斯·高登。2月11日确认羅賓·羅德·泰勒将饰飾演年輕時代的奧斯瓦德·科波特，人稱企鹅人（The Penguin）、查布萊娜·格瓦拉將飾演高登的警局上司莎拉·艾森警監、西恩·帕特維将饰演布鲁斯·韋恩的年轻管家阿福·潘尼沃斯，以及艾琳·理查茲将扮演高登的未婚妻—芭芭拉·基恩。2月12日确认多納爾·羅格将饰演哈維·布洛克。2月19日，Fox确认潔達·蘋姬·史密斯將飾演劇中反派之一的費雪·穆妮3月3日，确认德鲁·鮑威爾扮演費雪·穆妮的副手—布奇·吉爾茲。3月4日，确认大衛·馬佐茲將飾演童年時期的布鲁斯·韋恩，而卡麥蓉·畢坎多瓦將瑟琳娜·凱爾，也就是「猫女」。4月1日确认柯利·麥克·史密斯将饰演愛德華·尼格瑪也就是「謎語人」（The Riddler）。

## 收視
| 季數 | 播出時間（ET）                                    | 集數 | 首映          | 首映          | 季終          | 季終          | 電視季度 | 18–49歲 收視 排名 | 18–49歲 收視 平均 | 收視人数 排名 （百萬） | 平均 收視人数 （百萬） |
| 季數 | 播出時間（ET）                                    | 集數 | 日期          | 收視 （百萬） | 日期          | 收視 （百萬） | 電視季度 | 18–49歲 收視 排名 | 18–49歲 收視 平均 | 收視人数 排名 （百萬） | 平均 收視人数 （百萬） |
| ---- | ------------------------------------------------- | ---- | ------------- | ------------- | ------------- | ------------- | -------- | ----------------- | ----------------- | ---------------------- | ---------------------- |
| 1    | 星期一 晚間8點                                    | 22   | 2015年9月22日 | 8.21          | 2015年5月4日  | 4.93          | 2014–15  | 30                | 2.8               | 68                     | 7.57                   |
| 2    | 星期一 晚間8點                                    | 22   | 2016年5月23日 | 4.57          | 2016年8月16日 | 3.62          | 2015–16  | 35                | 2.4               | 67                     | 6.46                   |
| 3    | 星期一 晚間8點（Ep 1–21） 星期一 晚間9點（Ep 22） | 22   | 2016年9月19日 | 3.90          | 2017年6月5日  | 3.03          | 2016–17  | 46                | 1.8               | 84                     | 5.16                   |
| 4    | 星期四 晚間8點                                    | 22   | 2017年9月21日 | 3.21          | 2018年5月17日 | 2.20          | 2017–18  | 待定              | 待定              | 待定                   | 待定                   |
| 5    | 星期四 晚間8點                                    | 12   | 2019年1月3日  | 待定          | 2019年4月25日 | 待定          | 2019     | 待定              | 待定              | 待定                   | 待定                   |

## 節目變遷
| 香港無綫電視明珠台 星期一 22:40 - 23:35        | 香港無綫電視明珠台 星期一 22:40 - 23:35          | 香港無綫電視明珠台 星期一 22:40 - 23:35              |
| ---------------------------------------------- | ------------------------------------------------ | ---------------------------------------------------- |
|                                                | （第一季） （2015.06.08 - 2015.11.02）           |                                                      |
| 閃電俠（第一季） （2014.12.15 - 2015.06.01）   | 神盾局特工（第二季） （2015.11.09 - 2016.04.18） |                                                      |
| 星期二至六 00:00/00:05-00:55/01:00             |                                                  |                                                      |
| （第一季）（重播） （2017.02.24 - 2017.03.28） | （第二季） （2017.03.29 - 2017.04.27）           | 賈神探（第七季）（重播） （2017.04.28 - 2017.05.27） |

| 臺灣公視HD台 星期五22:00 - 23:00   | 臺灣公視HD台 星期五22:00 - 23:00       | 臺灣公視HD台 星期五22:00 - 23:00 |
| ---------------------------------- | -------------------------------------- | -------------------------------- |
|                                    | 萬惡高譚市 （2015.11.20 - 2015.12.25） |                                  |
| 閃電俠 （2015.09.04 - 2015.11.13） | -                                      |                                  |